# Novohradské hory
Novohradské hory är en bergskedja i Tjeckien.   Den ligger i regionen Södra Böhmen, i den södra delen av landet, 160 km söder om huvudstaden Prag.